# هندریک آدامسون
هندریک آدامسون (استونیایی: Hendrik Adamson; ۲۴ سپتامبر ۱۸۹۱ – ۷ مارس ۱۹۴۶) شاعر و نویسنده اهل استونی بود.
از وی اشعار و رمان‌های متعددی همچون رمان‌های بلوند طلایی باکره (Kuldblond neitsi) و مارمولک سبز (Roheline sisalik) به چاپ رسیده است.